# Dětkovice (ort i Tjeckien, Olomouc)
Dětkovice är en ort i Tjeckien.   Den ligger i regionen Olomouc, i den östra delen av landet, 210 km öster om huvudstaden Prag. Dětkovice ligger 249 meter över havet och antalet invånare är 462.
Terrängen runt Dětkovice är platt åt nordost, men åt sydväst är den kuperad. Runt Dětkovice är det ganska tätbefolkat, med 116 invånare per kvadratkilometer. Närmaste större samhälle är Prostějov, 6,6 km norr om Dětkovice. Trakten runt Dětkovice består till största delen av jordbruksmark.